# 勵行中學校園槍擊案
勵行中學校園槍擊案，又被稱為崔蔭殺人案，是一起發生於1962年1月26日上午，於臺北縣永和鎮（今新北市永和區）私立勵行中學（今私立樹仁家商），前體育組長崔蔭持槍進入校園，造成時任校長在內七位教職員死亡，三人受傷的校園槍擊案。

## 背景

### 校園經營問題
創辦私立勵行中學的韓克敬，畢業於北平師範大學歷史系，1948年隨中華民國政府遷台後續任教職，通過中和鄉的土地買賣致富，於1953年在永和鎮設立了私立勵行中學的前身正誼補習學校，初期招生力不力經營慘淡，部分教職員認為是依靠初期崔蔭主導的體育校隊成績招生，才促成日後的大型完全中學規模。

### 體育招生分歧
本案兇嫌崔蔭，出身河北省平谷縣，畢業於北平師範大學體育系，因為與創辦人同鄉同校的緣故，於1956年被韓克敬主動延攬至私立勵行中學擔任體育組長，負責該校的體育訓練，率隊連年奪得全縣的團體冠軍，田徑與籃球訓練於當時台灣體育界頗有名聲，吸引日後的田徑運動奧運得主紀政特別北上就讀。然而韓克敬有意使學校朝升學強校而非體育強校的方向轉型，因此經常因為個人作風強勢與其他教職員發生衝突的崔蔭，便在1960年六月受到不續聘的處份。

### 金錢糾紛
崔蔭主張在初任體育組長時，曾經出資數萬圓於校用體育器材與籃球場，並且出資支應校園資金，此外，他聲稱率領女籃校隊前往香港參賽時，墊付了萬元的遺失公務費用，他不滿意以上款項皆未收回還遭解聘。

### 合法自衛槍枝
犯嫌崔蔭所持槍枝為依中華民國立法院1959年修訂的「自衛槍枝管理條例」登記的自衛槍枝，只要每兩年向警政機關更換槍枝執照，即可合法持有自衛槍枝，為過去公務員、退休軍警的第三類槍照制度的延伸。實務上在臺灣合法持槍者多為有政府相關背景的臺灣外省人，本省人與原住民要合法取得槍枝執照非常困難，存在省籍不平等問題。

## 案發經過
1962年1月26日，早上八時，四十一歲的前體育組長崔蔭，穿著大衣拿著一包物品隨上學人潮進入勵行中學校園，被工友發現後佯稱要送東西給某老師，接著進入辦公大樓二樓的校長室找時任校長韓克敬談話。

### 辦公大樓槍擊
崔蔭於校長室內從大衣中拿出一把長剪刀和一罐硝酸溶液，談話中因校長拒絕還款，他將硝酸瓶砸向辦公桌，並將長剪刀拆為兩刃，其中一把插入韓克敬的腹部。隨後崔蔭持槍與韓克敬離開校長室，撞見了隔壁辦公室聽見聲響出門查看的文書組長宋紫莊與主計室主任韓茂堂，崔蔭朝兩人頭部開槍，並槍擊了負傷的韓克敬，三人當場死亡。接著槍擊了辦公室內座位上的交際組長王鴻綱，其中槍後成功逃離現場，但不久後也重傷身亡。躲在辦公桌的人事主任靳子言是槍擊現場唯一的生還者。
崔蔭離開辦公大樓後，撞見了正進入校門，被他為主要槍擊目標之一的事務主任應瑞昌，一陣追逐後在校門附近將他射殺。

### 校園外槍擊
崔蔭接著前往校園隔壁的校長宿舍尋找校長一家。當時校長夫人郭春瀛、校長十歲的次子韓建棠以及陪同的三輪車夫袁殿中正在宅院內汲取井水準備出門買菜，車夫聽到校園槍響後以為是鞭炮聲出門查看，崔蔭先朝袁殿中肩部開槍，使其倒地，接著追上試圖逃到竹林路上的郭春瀛與韓建棠，崔抓住郭並朝其近身朝胸口開兩槍，當場身亡，韓建棠則成功逃離現場。

### 返校二度槍擊
案發當日，由於私立勵行中學正在舉行期中考試，因此即便校園傳出多起槍響，師生仍未離開教室。崔蔭於是返回中學，前往女生部的初中教室，試圖尋找他誤以為就讀初中三年級的韓克敬長女韓慶棠。
崔蔭在經過初三樸班教室時，撞見負責該班監考的音樂老師何鳳雲向學生表示：「不要理外面的事，好好答你們的卷子」，便開門闖入教室朝其頭部射擊，該師中槍倒在講台上。該班的女學生與班導師李榮珍目睹後恐慌地試圖逃離教室，崔蔭開槍朝教師李榮珍方向射擊兩槍，一發命中腿部，另一發則意外擊中試圖逃離的學生劉芳美。

### 兇槍
崔蔭犯案時使用的是他擁有合法登記執照的自衛槍枝，加拿大產的9釐米口徑白朗寧大威力半自動手槍，持有兩個彈夾，擊發十八發子彈，其中十四發命中被害人。

## 逃亡及落網

### 逃亡
崔蔭在二度返校槍擊後，離開校園攔了一輛計程車前往景美鎮並拒付車資，於景美鎮訪問一位易姓舊識未果，便沿著羅斯福路步行前台大公館一帶，在當地的當舖典當毛衣後在附近餐館用餐，接著便前往臺灣大學校園內尋找另一位在台大擔任體育組長的齊姓舊識。直到下午五點在操場被警員盤問前，崔蔭都在台大校園內活動，在等待已經聞訊逃離校園的齊姓舊識現身，並在場邊觀看了場籃球比賽。崔蔭被盤問後逃往新生南路側的台大僑生宿舍，並再次於混亂中逃脫。

### 自首落網
最終他在位於建國南路、在失業後長期借宿的彭姓友人家中向警方報案自首，落網時表示自己不是流氓，是受過高等教育的人，並主張他是被韓克敬買兇傳言威脅，才決定先發制人。他表示只有韓克敬一家與應瑞昌是他真正的仇殺目標，其餘被害人是因為攔路或是當時看不順眼所以行兇。

## 案件受害者
| 受害者（死亡） | 受害者（死亡） | 受害者（死亡） | 受害者（死亡） |
| 姓名           | 當時年齡       | 籍貫           | 身份           |
| -------------- | -------------- | -------------- | -------------- |
| 韓克敬         | 52歲           | 河北           | 創校校長       |
| 郭春瀛         | 42歲           | 河北           | 校長夫人       |
| 韓茂堂         | 56歲           | 河北           | 主計主任       |
| 宋紫莊         | 44歲           | 河北           | 文書組長       |
| 王鴻綱         | 34歲           | 河北           | 交際組長       |
| 應瑞昌         | 27歲           | 湖北           | 事務主任       |
| 何鳳雲         | 35歲           | 瀋陽           | 音樂老師       |
| 受害者（受傷） |                |                |                |
| 李榮珍         | 36歲           | 河北           | 國文老師       |
| 袁殿中         | 34歲           | 江蘇           | 三輪車夫       |
| 劉芳美         | 17歲           | 台中           | 學生           |

## 司法判決

### 判決[15]
| 裁判法院     | 判決日期       | 結果                         |
| ------------ | -------------- | ---------------------------- |
| 台北地方法院 | 1962年03月23日 | 判處三個死刑                 |
| 高等法院     | 1962年05月21日 | 駁回上訴，維持地方法院判決   |
| 最高法院     | 1962年07月19日 | 駁回上訴，維持地方法院判決。 |

### 槍決
在1962年07月19日判決確定後，於同月26日凌晨執行槍決。

## 案外案
由於槍擊案現場留下了多張油印的署名「孟凡一絕筆」的遺書，全文控訴被校長利用以陰謀權勢手段趕走崔蔭等教職員，並以一頁日記為證，引起警方注意，懷疑另有其他兇嫌。
經調查，孟凡一曾被舊識王本光介紹至勵行中學擔任工友數月，期間校長韓克敬為了驅逐崔蔭，指示王本光找人故意製造事端，於是找到由孟凡一出手與崔蔭打架，使前者得到升職，後者被開除。韓克敬往後又指示王與孟藉故鬥毆，隨後名義上開除兩人，實際上繼續給付薪資給王本光，此事被記錄在王的日記本上，意外曝光後遭孟取走為證。1960年10月，因失業陷入絕望準備自殺的孟凡一在街上巧遇崔蔭，受到了崔的慷慨資助，於是將身上寫好的「孟凡一絕筆」遺書轉交崔蔭，此後並未聯絡。
此事曝光後，引起部分同情崔蔭的社會輿論，但並未影響最終的司法判決。

## 参見
- 臺灣戰後時期死刑犯列表